# 雷梅齊鄉
47°35′N 23°23′E / 47.59°N 23.38°E
雷梅齊鄉（羅馬尼亞語：Comuna Remeți, Maramureș），是羅馬尼亞的鄉份，位於該國西北部，由馬拉穆列什縣負責管轄，面積63平方公里，海拔高度412米，2007年人口3,116，人口密度每平方公里49人。